# George Green (matemático)

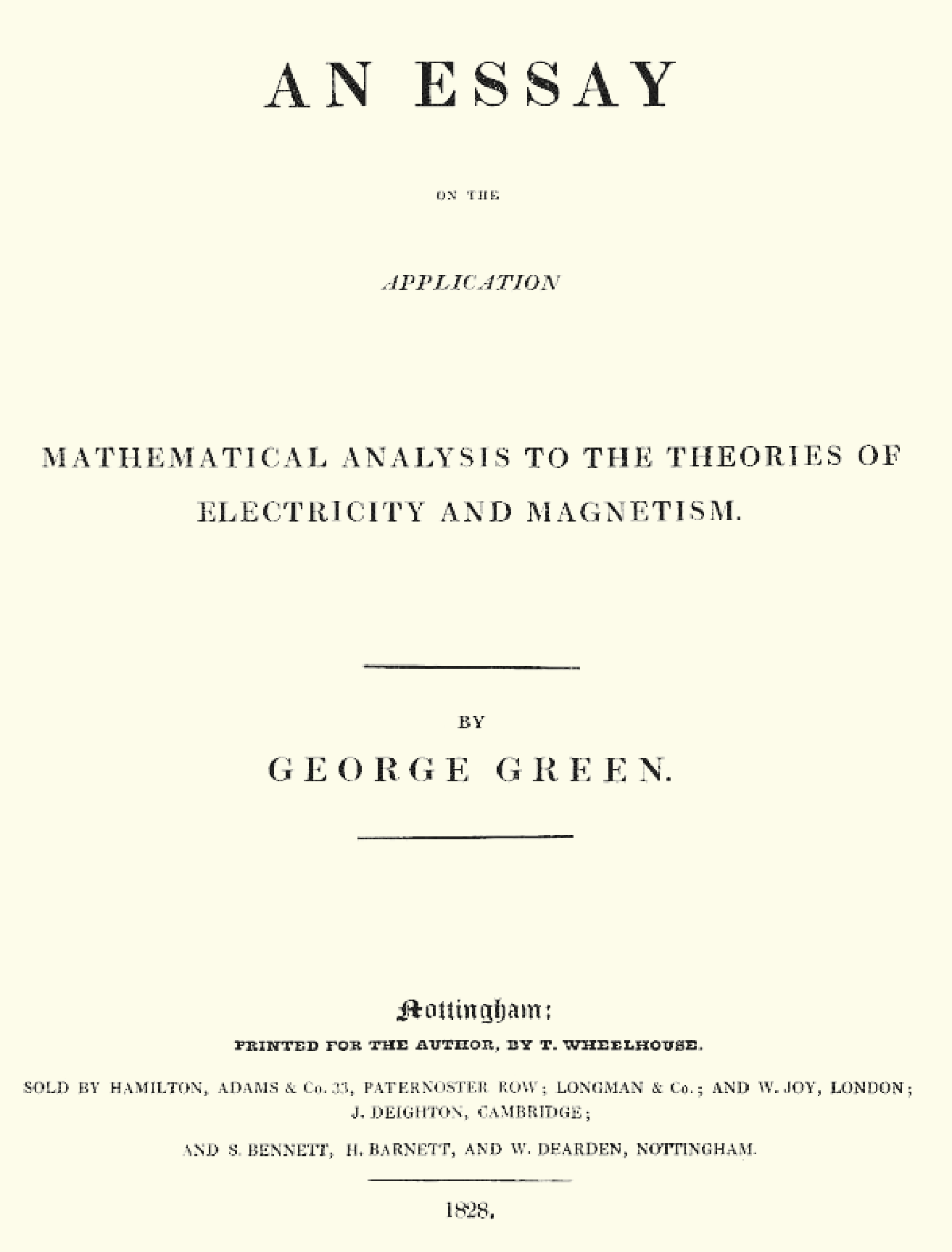
Portada de un ensayo publicado en 1828 por George Green.

George Green (14 de julio de 1793, 31 de mayo de 1841) fue un matemático británico cuyo trabajo influenció notablemente el desarrollo de importantes conceptos en física. Entre sus obras más famosas se cita: "Un análisis de las aplicaciones del análisis matemático a las teorías de la electricidad y el magnetismo" publicado en 1828. En este ensayo se introdujeron los conceptos de funciones de potencial utilizados comúnmente en la formulación matemática de la física. También aparecieron en este ensayo las funciones de Green y aplicaciones importantes del teorema de Green.
Green fue un científico autodidacta. Vivió la mayor parte de su vida en Sneinton, Nottinghamshire, actualmente parte de la ciudad de Nottingham. Su padre, también llamado George, era un panadero que poseía un molino de viento para preparar la harina. El joven George Green solo asistió de forma regular a la escuela durante un año entre los 8 y 9 años ayudando a su padre posteriormente.
En algún momento comenzó sus estudios de matemáticas. Al ser Nottingham un pueblo pobre en recursos intelectuales, no se ha podido dilucidar por parte de los historiadores de donde obtenía Green la información necesaria para su desarrollo en matemáticas. Solo se conoce una persona que haya vivido en Nottingham durante esa época, con los suficientes conocimientos matemáticos: John Toplis. Cuando Green publicó su ensayo en 1828, fue vendido como una suscripción a 51 personas, la mayoría de las cuales eran probablemente amigos y sin ninguna idea sobre matemáticas.
El acaudalado terrateniente y matemático Edward Bromhead compró una copia y animó a Green a ir más lejos en su trabajo matemático. Sin embargo, Green no confió en su mentor y no volvió a contactar con él durante dos años.
Luego de esos dos años, Bromhead realizó las gestiones para que Green ingresara a la Universidad de Cambridge. Green ingresó como estudiante a la edad de 40 años. Su carrera académica fue excelente, y tras de su graduación en 1837 permaneció en la facultad, en la Escuela Gonville y Caius. Escribió sobre óptica, acústica e hidrodinámica, y a pesar de que sus escritos posteriores no tuvieron la relevancia de su Ensayo, de igual manera fueron muy reputados. Los trabajos de Green sobre el movimiento de las olas en un canal anticipa la aproximación WKB de mecánica cuántica, mientras que su investigación sobre ondas lumínicas y de las propiedades del Éter producían lo que hoy es conocido como las Medidas de deformación de rotación independiente. En 1839 fue elegido miembro de la junta directiva de la escuela; de todas maneras, disfrutaría los privilegios del cargo por un corto tiempo: en 1840 cae enfermo y regresa a Nottingham, donde muere un año después.

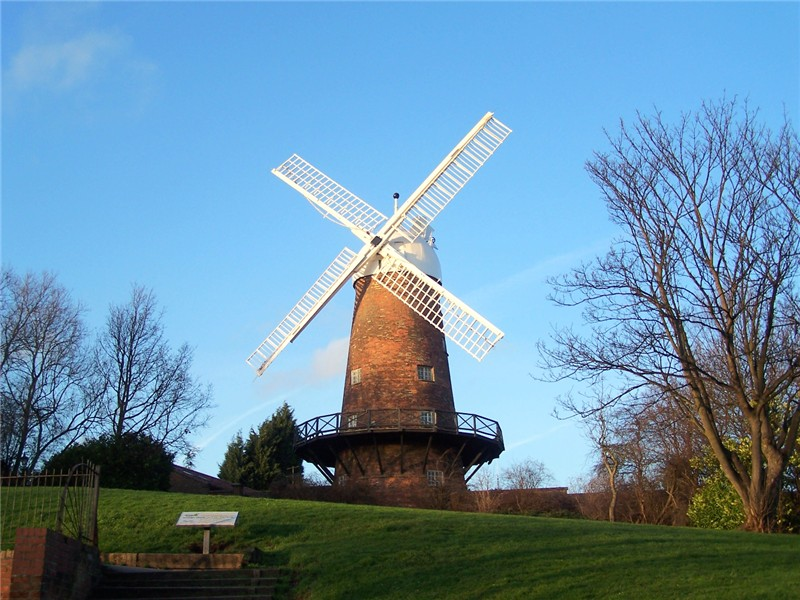
Green's Mill en Sneinton. Molino propiedad del padre de Green, renovado en 1986 y ahora convertido en centro científico.

El trabajo de Green fue poco conocido en la comunidad matemática durante su vida. En 1846, su trabajo fue redescubierto por un joven William Thomson, quien lo hizo popular entre los futuros matemáticos de la época.
En la actualidad, la Biblioteca George Green de la Universidad de Nottingham alberga gran parte de la colección de ciencias e ingeniería de la universidad. En 1986, el molino de los Green fue restaurado. Ahora funciona como museo y centro científico.
En una visita a Nottingham en 1930, Albert Einstein comentó que Green estuvo 20 años adelantado a su época. El físico teórico Julian Schwinger, quién usó parte de la obra de Green en su trabajo sobre investigación de avanzada, publicó un tributo titulado "The Greening of Quantum Field Theory: George and I".
Eponimia
- El Teorema de Green, con importantes implicaciones en el cálculo integral, recibe este nombre en su memoria.
- La Función de Green, utilizada para resolver ecuaciones diferenciales no homogéneas, también es nombrada por él.
- El cráter lunar Green lleva este nombre en su honor.

- Datos: Q323294
- Multimedia: George Green (mathematician) / Q323294